# Máquina simples

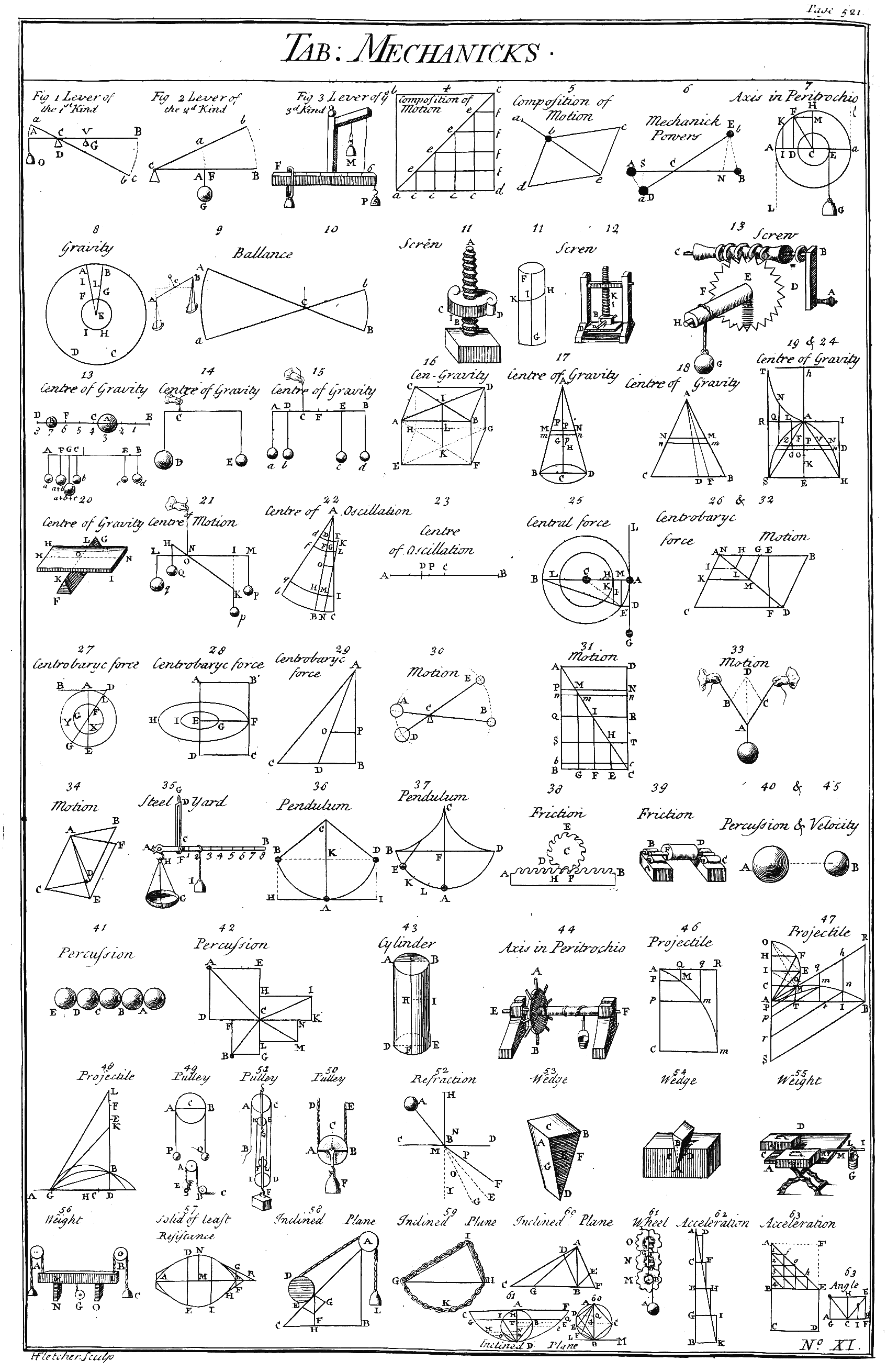
Tábua de máquinas simples, de Cyclopedia de Chambers, 1728.

Máquinas simples constituem, numa analogia, um como que "vocabulário básico" do qual se compõem todas as demais máquinas  mais complexas.
As máquinas simples são dispositivos que, apesar de sua absoluta simplicidade, trouxeram grandes avanços para a humanidade e se tornaram base para todas as demais máquinas (menos ou mais complexas) criadas ao longo da história pela humanidade.
As máquinas simples são dispositivos capazes de alterar forças, ou simplesmente de mudá-las de direção e sentido.
A ideia de uma máquina simples foi criada pelo filósofo grego Arquimedes, no século III a.C., que estudou as máquinas "Arquimedianas": alavanca, polia (roldana), e parafuso.Arquimedes também descobriu o princípio da alavancagem. Mais tarde outros filósofos gregos definiram as cinco máquinas clássicas (exceto o plano inclinado) e foram capazes de calcular sua alavancagem. Heron de Alexandria (ca. 10–75 d.C.), em seu trabalho Mecânica lista estes cinco mecanismos que podem colocar uma carga em movimento: alavanca, molinete, polia (roldana), cunha e parafuso, e descreve sua fabricação e usos. Porém o conhecimento grego se limitava a máquinas simples, que operavam através do balanço de forças, sem incluir a dinâmica, comparações entre força e distância, ou o conceito de trabalho.
Comumente, o termo "máquina simples" refere-se às seis máquinas simples clássicas, conforme definidas pelos cientistas renascentistas:
1. Alavanca;
2. Rosca;
3. Plano inclinado;
4. Polia ou roldana (pode ser fixa ou móvel);
5. Roda e eixo.

A cunha é considerada um caso específico de plano inclinado, da mesma forma que a engrenagem é uma aplicação específica da roda com eixo.
Não se tem segurança científica até o presente, senão conjeturas apenas, para afirmar-se sobre a cronologia do seu aparecimento.